# Weeki Wachee Gardens
Weeki Wachee Gardens és una concentració de població designada pel cens dels Estats Units a l'estat de Florida. Segons el cens del 2000 tenia 1.140 habitants.

## Demografia
Segons el cens del 2000, Weeki Wachee Gardens tenia 1.140 habitants, 556 habitatges, i 361 famílies. La densitat de població era de 316,7 habitants/km².
Dels 556 habitatges en un 13,3% hi vivien nens de menys de 18 anys, en un 56,7% hi vivien parelles casades, en un 5% dones solteres, i en un 34,9% no eren unitats familiars. En el 27,5% dels habitatges hi vivien persones soles el 10,4% de les quals corresponia a persones de 65 anys o més que vivien soles. El nombre mitjà de persones vivint en cada habitatge era de 2,05 i el nombre mitjà de persones que vivien en cada família era de 2,39.
Per edats la població es repartia de la següent manera: un 12,2% tenia menys de 18 anys, un 3,7% entre 18 i 24, un 18% entre 25 i 44, un 39,5% de 45 a 60 i un 26,7% 65 anys o més.
L'edat mediana era de 54 anys. Per cada 100 dones de 18 o més anys hi havia 106 homes.
La renda mediana per habitatge era de 29.826 $ i la renda mediana per família de 33.942 $. Els homes tenien una renda mediana de 36.389 $ mentre que les dones 19.583 $. La renda per capita de la població era de 21.423 $. Entorn del 10,1% de les famílies i el 9% de la població estaven per davall del llindar de pobresa.

## Poblacions més properes
El següent diagrama mostra les poblacions més properes.